# Lista över kommuner i provinsen Livorno

Provinsen Livornos läge i Toscana i Italien.

Lista över 19 kommuner i provinsen Livorno i Italien.
| Datum          | Ny kommun | Kommuner som upphörde        |
| -------------- | --------- | ---------------------------- |
| 1 januari 2018 | Rio       | Rio Marina och Rio nell'Elba |

## Nuvarande kommuner
Automatiskt genererad lista (förklaring)
| ISTAT  | Kommun              | Folkmängd | Datum | Ref   |
| ------ | ------------------- | --------- | ----- | ----- |
| 049001 | Bibbona             | 3 170     | 2023  | [ 2 ] |
| 049002 | Campiglia Marittima | 12 429    | 2023  | [ 2 ] |
| 049003 | Campo nell'Elba     | 4 723     | 2023  | [ 2 ] |
| 049004 | Capoliveri          | 3 899     | 2023  | [ 2 ] |
| 049005 | Capraia Isola       | 370       | 2023  | [ 2 ] |
| 049006 | Castagneto Carducci | 8 748     | 2023  | [ 2 ] |
| 049007 | Cecina              | 27 882    | 2023  | [ 2 ] |
| 049008 | Collesalvetti       | 16 281    | 2023  | [ 2 ] |
| 049009 | Livorno             | 152 914   | 2023  | [ 2 ] |
| 049010 | Marciana            | 2 034     | 2023  | [ 2 ] |
| 049011 | Marciana Marina     | 1 876     | 2023  | [ 2 ] |
| 049012 | Piombino            | 32 194    | 2023  | [ 2 ] |
| 049013 | Porto Azzurro       | 3 628     | 2023  | [ 2 ] |
| 049014 | Portoferraio        | 11 797    | 2023  | [ 2 ] |
| 049017 | Rosignano Marittimo | 30 083    | 2023  | [ 2 ] |
| 049018 | San Vincenzo        | 6 447     | 2023  | [ 2 ] |
| 049019 | Sassetta            | 471       | 2023  | [ 2 ] |
| 049020 | Suvereto            | 2 955     | 2023  | [ 2 ] |
| 049021 | Rio                 | 3 342     | 2023  | [ 2 ] |